# كارل دوغلاس
كارل دوغلاس (بالإنجليزية: Karl Douglas)‏ هو لاعب كرة قدم أمريكية ولاعب كرة القدم الكندية أمريكي، ولد في 17 يونيو 1949 في هيوستن في الولايات المتحدة.

## وصلات خارجية
- كارل دوغلاس على موقع JustSportsStats.com (الإنجليزية)